# Г'ю Макдіармід
Г'ю Макдіармід (справжнє ім'я Крістофер Мюррей (Маррі) Грів, Christopher Murray Grieve; 11 серпня 1892 — 9 вересня 1978) — шотландський письменник, поет, громадський діяч. Одна з ключових фігур «шотландського Відродження».

## Біографія
Народився в шотландському селищі Ланхольм (Дамфріс-і-Галловей), після закінчення школи працював журналістом. У роки Першої світової війни служив в армії як медик. Після війни продовжив роботу журналіста і активно включився в громадське життя. Тоді ж починає письменницьку кар'єру, видавши свою першу книгу Annal od five senses.
Поєднував у собі риси шотландського націоналіста і комуніста, що знаходило відображення як у його творчості, так і в громадській діяльності. Він підтримав Жовтневу революцію і вступив в Комуністичну партію Великої Британії (КПВ). Крім того, він стояв біля витоків заснування Національної партії Шотландії (попередниці нинішньої ШНП) в 1928 році. Його подвійні, націонал-комуністичні погляди викликали конфлікти в обох партіях — комуністи небезпідставно таврували його як націоналіста, а шотландські націоналісти — як комуніста. В кінцевому підсумку він був виключений з обох партій. Повернувся в Компартію в 1956 році. Брав участь у виборах і від ШНП (в 1950 році), і від КПВ (в 1964 році).
Творчість відобразила як його естетичні пошуки, так і політичні погляди. Він писав англійською та шотландською мовами, причому в останніх роботах не просто наслідував народну мову, як Бернс, а намагався створити синтетичну мову (lallans) — суміш народних говорів і слів зі старовинної мови шотландської середньовічної поезії. Однією з найвідоміших його робіт шотландською є поема «П'яний чоловік дивиться в терен» (A drunk man looks at the Thistle). Крім того, Мак-Діармід перекладав з гельської мови.